# Актобе (Кызылординская область)
Актобе (каз. Ақтөбе, до 1996 г. — Чапаево) — село в Кармакшинском районе Кызылординской области Казахстана. Административный центр Актобинского сельского округа. Находится примерно в 38 км к югу от районного центра посёлка Жосалы. Через Актобе проходит автомобильная дорога Кызылорда — Актобе. Код КАТО — 434637100.

## Население
В 1999 году население села составляло 2066 человек (1087 мужчин и 979 женщин). По данным переписи 2009 года, в селе проживало 2214 человек (1154 мужчины и 1060 женщин).